# Stade municipal de Bamendzi
Le Stade municipal de Bamendzi est le stade historique de la ville de Bafoussam au Cameroun. Situé près du centre urbain, il a une capacité de 2 000 places et se classe dans la catégorie stade d'entrainement pour la CAN 2022.

## Histoire
| \| 500 km1:18 610 000 \| Olembe (60 000) Ahmadou-Ahidjo(40 000) Japoma (50 000) Roumdé Adjia (25 000) Bafoussam (Kouekong) (20 000) Limbé (20 000) Réunification (39 000) |
| 500 km1:18 610 000 |

| 500 km1:18 610 000 |

| Stades principaux existants  |
| (40 000) Capacités d'accueil |

Le terrains se trouve dans un des quartiers historique de la ville à Bamendzi. Il sera l'objet de travaux de rénovation par une entreprise chinoise, il servira de stade d'entrainement lors de la CAN 2021.

## Le stade

### Équipements et infrastructures
- La surface est en terre battue
- Les tribunes n'ont pas de sièges
- Le stade n'est conforme aux nouvelles normes de la FIFA
- Lieu: Bamendzi (02 km du cœur de la ville de Bafoussam).
- La Capacité: 2000 places.